# Melissa Navia
Melissa Navia, född 24 augusti 1984 i Westbury, New York, är en amerikansk skådespelerska.

## Rollista i urval
- 2012 – Girl Most Likely
- 2015 – The Affair (TV-serie) (1 avsnitt)
- 2017 – Billions (TV-serie) (1 avsnitt)
- 2018 – Bel Canto
- 2018 – Homeland (TV-serie) (1 avsnitt)
- 2018 – New Amsterdam (TV-serie) (1 avsnitt)
- 2021 – Bull (TV-serie) (2 avsnitt)
- 2022–  – Star Trek: Strange New Worlds (TV-serie)